# Rhopospina fruticeti
El yal pechinegro (Rhopospina fruticeti), también denominado yal negro (en Argentina y Bolivia), yal común (en Chile), fringilo de pecho negro (en Perú) o fringilo negro, es una especie de ave paseriforme de la familia Thraupidae, la única perteneciente al género Rhopospina, anteriormente situada en Phrygilus. Es nativa de regiones andinas y patagónicas del oeste y sur de América del Sur.

## Distribución y hábitat
Se distribuye a lo largo de la cordillera de los Andes y adyacencias desde el norte de Perú (Cajamarca), por Bolivia, Chile y Argentina, hacia el sur hasta el estrecho de Magallanes y hacia el este por la Patagonia argentina, hasta el litoral atlántico. Registrado como vagante en las  islas Malvinas, en Uruguay y en el sur de Brasil.
En Chile se encuentra bien extendido en todo el territorio, desde Arica a Tierra del Fuego. En la zona norte debido a la escasez de agua, debe quedarse en los pocos lugares con vegetación existentes como son los oasis y quebradas de la pre-cordillera hasta cerca de los 4000 m de altitud. Hacia la zona centro y sur suele preferir para vivir y anidar las laderas y quebradas tupidas de matorrales y arbustos de la pre-cordillera, por sobre los 1000 m. Sin embargo, durante el invierno tiende a bajar a los valles y llanuras e incluso llega a la zona costera.
En Argentina se encuentra hasta los 3000 m de altitud, desde Jujuy y Salta hasta Mendoza y desde Neuquén, Córdoba, La Pampa y sur de Buenos Aires hasta Santa Cruz. En otoño migra hasta el norte de Santa Fe. Registrado en las islas Malvinas.
Esta especie es ampliamente diseminada y generalmente común en sus hábitat naturales: las áreas de matorrales secos y las regiones cultivadas, con árboles y arbustos, principalmente entre 2000 y 3600 m de altitud, localmente hasta el nivel del mar en Chile y en la Patagonia, y hasta los 4300 m en Bolivia.

## Descripción
Mide entre 18 y 18,5 cm de longitud. El pico, bastante robusto, es de color amarillo durante la temporada reproductiva y apagado en las otras épocas y en la hembra. Las patas son rosadas a amarillo apagado. El macho es grispor arriba, ampliamente estriado de negro, las alas con dos notorias banda blancas. La garganta y el pecho son negros, muchas veces escamadas de gris, los flancos grises y el medio vientre blanco. El color negro es más extenso cuando el plumaje está desgastado; en plumaje reciente, es más escamado, con gris y pardo predominantes. En las altitudes del oeste de Bolivia (Oruro y Potosí), es casi enteramente negro con algún blanquecino en el bajo vientre y crissum. La hembra es gris pardo por arriba con estriado negro, pero la rabadilla es gris (más visible en vuelo) y los auriculares pardo amarillentos, las barras alares como en el macho. Por abajo es variable, de grisáceo a blanquecino con por lo menos algunas estrías oscuras en los lados de la garganta y en el pecho; presenta algún negro como babero.

## Comportamiento
Andan en parejas o grupos sueltos, visibles y gneralmente confiantes. El macho canta posado en arbustos.
Durante el cortejo se eleva y desciende con un planeo, cantando y abriendo las alas y la cola.

### Alimentación
Se alimenta de semillas y de brotes.

### Reproducción
La nidificación ocurre entre septiembre y febrero. El nido es elaborado, oculto o semi-expuesto en algún arbusto, tiene forma de forma de taza y para su construccióno emplea fibras vegetales; forrado internamente con lanas, a veces alguna pluma. La puesta es de dos huevos, ovoidales, verdes pálidos con pintas y manchitas pardas y grises distribuidas por toda la superficie.

### Vocalización
El canto, bastante oído, es sonoro y jadeante, introducido o terminado con algunas notas gorgoteadas, a veces dado durante un vuelo de exhibición, por ejemplo «tryyyyyh tiglgi ... tryyyyy tiglgih». El llamado es un distintivo y nasal «rianh».

## Sistemática

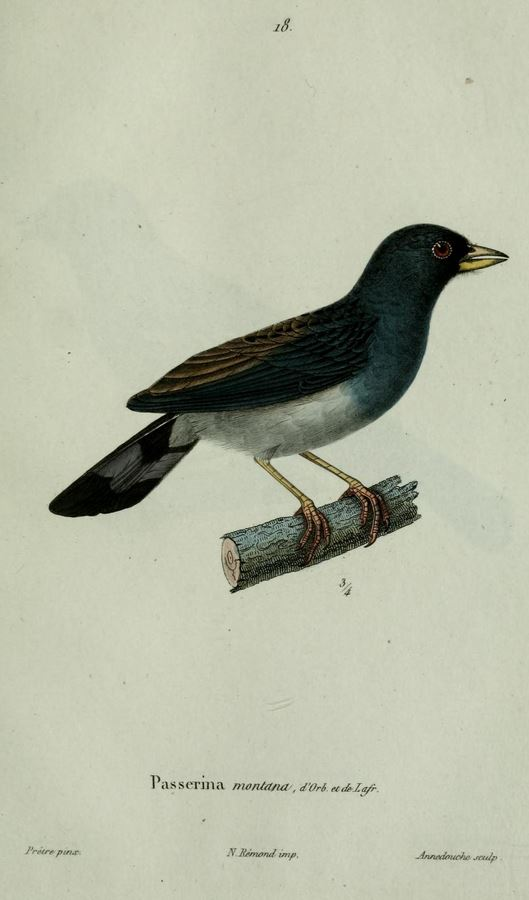
Passerina guttata (nombre en la lámina errado) = Rhopospina fruticeti, ilustración de Prêtre en Voyage autor du monde de La Favorite, 1839.

### Descripción original
La especie R. fruticeti fue descrita por primera vez por el naturalista alemán Friedrich Heinrich von Kittlitz en 1833 bajo el nombre científico Fringilla fruticeti; su localidad tipo es: «Valparaíso, Chile».
El género Rhopospina fue propuesto por el ornitólogo alemán Jean Cabanis en 1851.

### Etimología
El nombre genérico femenino Rhopospina se compone de las palabras del griego «rhōps»: arbusto, y «spinus»:  ave no identificada mencionada por Aristófanes y otros escritores griegos antiguos; y el nombre de la especie «fruticeti» proviene del latín  «fruticetum, fruticeti» y significa «enmarañado».
Su nombre común, yal, procede del mapuche yali.

### Taxonomía
La presente especie fue tradicionalmente incluida en el género Phrygilus, que ya se demostraba ser altamente polifilético; de acuerdo con los estudios genéticos y las características externas, según el trabajo de Campagna et al. 2011, pueden distinguirse cuatro grupos bien diferenciados. Uno de estos grupos era formado por las entonces Phrygilus fruticeti, P. alaudinus, y P. carbonarius, que se demostró ser parientes próximas de Porphyrospiza caerulescens y bien distantes del resto de las especies entonces en aquel género. 
En la propuesta N° 507 al Comité de Clasificación de Sudamérica (SACC), posteriormente rechazada, se propuso transferir las tres especies a un género resucitado Rhopospina.
Más recientemente, publicaciones de filogenias completas de grandes conjuntos de especies de la familia Thraupidae basadas en muestreos genéticos, Burns et al. (2014) y Barker et al. (2015), suministraron las bases para la recomendación hecha por Burns et al. (2016), que fue resucitar Rhopospina exclusivamente para P. fruticeti; lo que fue finalmente aprobado en la Propuesta N° 730 partes 01 al SACC.

### Subespecies
Según las clasificaciones del Congreso Ornitológico Internacional (IOC) y Clements Checklist/eBird v.2019 se reconocen tres subespecies, con su correspondiente distribución geográfica:
- Rhopospina fruticeti peruviana (J.T. Zimmer), 1924 – Andes desde el norte de Perú hasta Bolivia (La Paz y Cochabamba).
- Rhopospina fruticeti fruticeti (Kittlitz), 1833 – Andes desde el suroeste de Bolivia hasta el sur de Chile y sur de Argentina.
- Rhopospina fruticeti coracina (P.L. Sclater), 1891 – Andes de Bolivia (oeste de Oruro y Potosí).